# Источнобразилски агути
Источнобразилски агути (лат. Dasyprocta prymnolopha) сисар је из реда глодара (Rodentia) и породице агутија (Dasyproctidae).

## Распрострањење
Ареал врсте је ограничен на крајњи источни део Бразила, где настањује катингу јужно од Амазона.

## Угроженост
Ова врста је наведена као последња брига, јер има широко распрострањење и честа је врста.